# Żużela
Żużela (niem. Zuzella) – wieś w Polsce, położona w województwie opolskim, w powiecie krapkowickim, w gminie Krapkowice.
Wieś zajmuje 8,57 km².

## Nazwa
Nazwa miejscowości pochodzi od wyrazu żużel. Susela (1195), Czuczchel (1283), Schuzie (1534) Zuzella (1784). W latach 1936–1945 miejscowość nosiła nazwę Schlacken.

## Historia
Wieś wzmiankowana była w 1195, kiedy książę i biskup Jarosław opolski nadał ją cystersom. Prawdopodobnie główna wieś początkowo znajdowała się w miejscu dzisiejszej części wsi – Bąkowa, gdzie znajdowała się także przystań na Odrze. Od 1283 wieś należała do klasztoru norbertanek w Czarnowąsach. W kolejnych latach trwały spory pomiędzy klasztorem a książętami o m.in. Żużelę. Wieś, podobnie jak okoliczne miejscowości, została zniszczona przez husytów w XV wieku.
Odbudowywany majątek klasztoru w Żużeli podupadł ponownie w wyniku wojny trzydziestoletniej. W 1784 w Żużeli funkcjonował folwark. Wśród mieszkańców wyliczono 21 gospodarzy, 16 zagrodników i 11 chałupników. Odnotowano także występowanie żyznych gleb w pobliżu wsi.
W 1810, po kasacie zakonu, majątek w Żużeli przeszedł na własność państwa, a następnie w ręce rodu von Haugwitz. W 1845 w Żużeli mieszkało 578 osób. Znajdowała się w niej wówczas szkoła (założona w 1829), młyn wodny, gospoda, browar, gorzelnia i kuźnia. Mieszkańcy zajmowali się głównie uprawą roli. W 1851 powstał nowy budynek szkoły. W 1855 wieś liczyła 625 mieszkańców.
W wyniku rosnącej liczby uczniów, w 1915 szkoła została rozbudowana. Od 1950 miejscowość należała do województwa opolskiego. Sołectwo dotknęła powódź z 1997.

## Integralne części wsi
| SIMC    | Nazwa | Rodzaj    |
| ------- | ----- | --------- |
| 0497390 | Bąków | część wsi |

## Mieszkańcy
Miejscowość zamieszkiwana jest przez mniejszość niemiecką oraz Ślązaków. Mieszkańcy wsi posługują się gwarą prudnicką, będącą odmianą dialektu śląskiego. Należą do podgrupy gwarowej nazywanej Buchciołrzy.

### Liczba mieszkańców wsi
- 1679 r. – ok. 100 (wcześniej liczyła więcej, wynik wojny trzydziestoletniej)
- 1845 r. – 578
- 1855 r. – 625
- 1861 r. – 717
- ok. 1870 r. – 852
- 1912 r. – 977
- lata. 30 XX w. – ponad 1000
- 1979 r. – 725
- 1998 r. – 625
- 2002 r. – 562
- 2005 r. – 569
- 2009 r. – 577
- 2011 r. – 578[9]
- 2018 r. – 540
- 2019 r. – 528[10].

## Zabytki/Ciekawe miejsca
Do wojewódzkiego rejestru zabytków wpisany jest:
- dwór, z trzeciej ćw. XIX w.

Inne obiekty:
- 2 osady z epoki kamienia
- 2 osady z epoki żelaza
- Żywocickie łęgi (obszar natura 2000)
- Kapliczka przy drodze do Krapkowic, pocz. XIX w.
- Kapliczka-dzwonnica w centrum wsi, poł. XIX w.
- Kapliczka, 1935 r.
- Krzyż przy drodze do Brożec, 1913 r.
- Krzyż, 1912 r.
- Krzyż, 1892 r.
- Kapliczka na Bąkowie, 1865 r./1927 r., obok kapliczki znajduje się tez krzyż[12].
- Kaplica-mauzoleum rodziny Gädecke w zespole dworskim, ul. Krapkowicka (w parku)
- Obora w zespole dworsko-folwarcznym, ul. Krapkowicka 4
- Zajazd, ul. Krapkowicka 6
- Poczta, ul. Krapkowicka 39
- Kuźnia, ul. Krapkowicka 85
- Dawna szkoła, ul. Szkolna 1
- Dawna szkoła/przedszkole, ul. Szkolna 3.

## Instytucje
W wiosce znajduje się m.in. sklep, biblioteka, OSP i Centrum Kultury TSKN.

## Religia
Wieś przynależy do parafii rzymskokatolickiej w Brożcu.